# Saint-Seurin-sur-l'Isle
Pour les articles homonymes, voir l'Isle.
Saint-Seurin-sur-l'Isle est une commune du Sud-Ouest de la France, située dans le département de la Gironde (région Nouvelle-Aquitaine).

## Géographie

### Localisation
La commune est sur la rive gauche (sud) de l'Isle
La commune est traversée par le méridien de Greenwich (longitude 0°), qui passe 100 m à l'est de la mairie, ainsi que par le 45e parallèle nord (latitude 45°N), à égale distance du pôle Nord et de l'équateur. Le point d'intersection de ces deux lignes remarquables est dans la commune voisine de Puynormand.

### Communes limitrophes
Les communes limitrophes sont Camps-sur-l'Isle, Gours, Porchères, Puynormand, Saint-Antoine-sur-l'Isle et Saint-Sauveur-de-Puynormand.
|                             | Porchères               | Saint-Antoine-sur-l'Isle |
| Camps-sur-l'Isle            | Saint-Seurin-sur-l'Isle | Gours                    |
| Saint-Sauveur-de-Puynormand | Puynormand              |                          |

### Hydrographie
Le territoire communal est limité au nord par le lit de l'Isle, un des affluents du fleuve la Dordogne.
Des moulins y étaient exploités au début du XXe siècle.

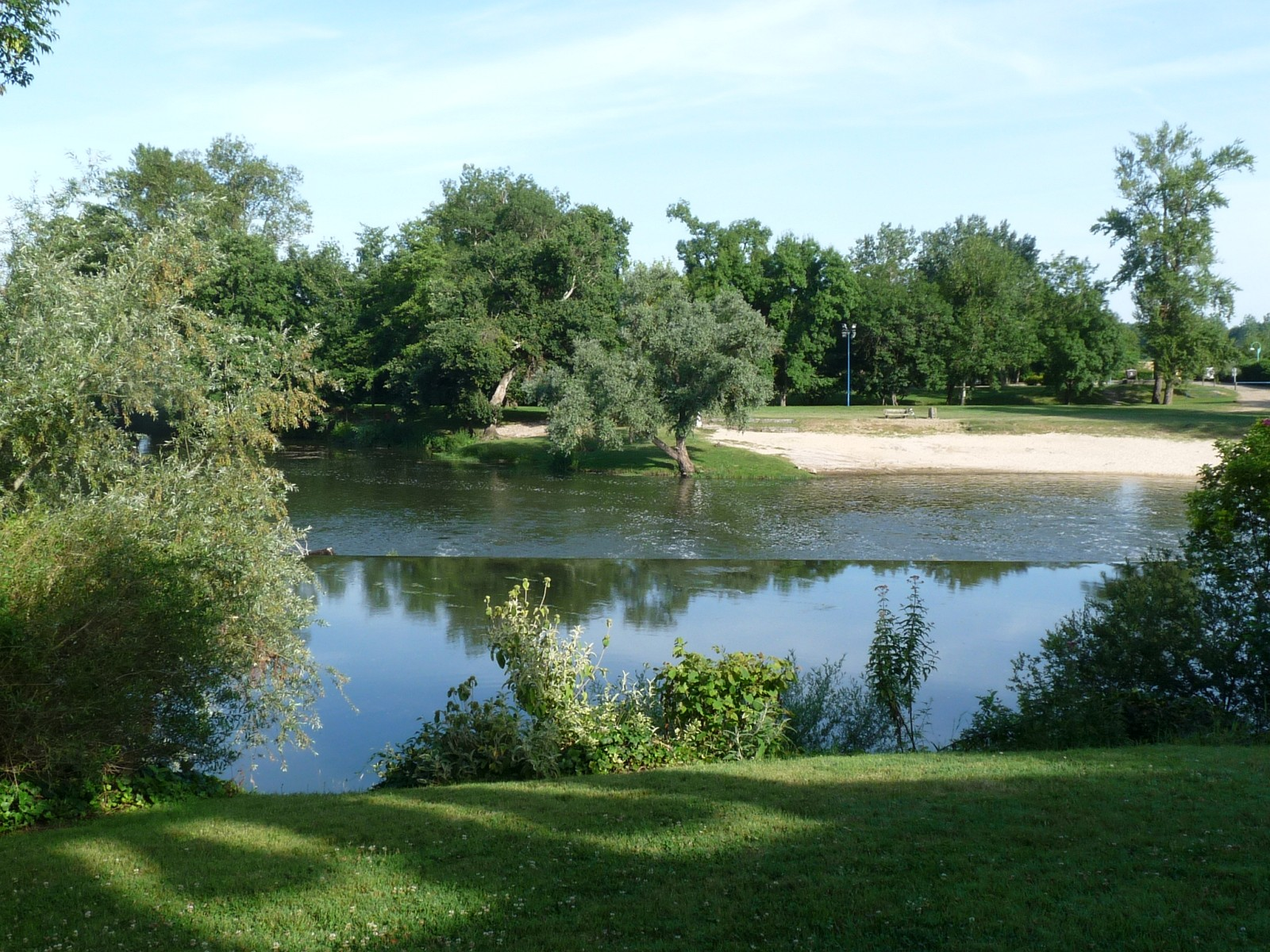
L'Isle
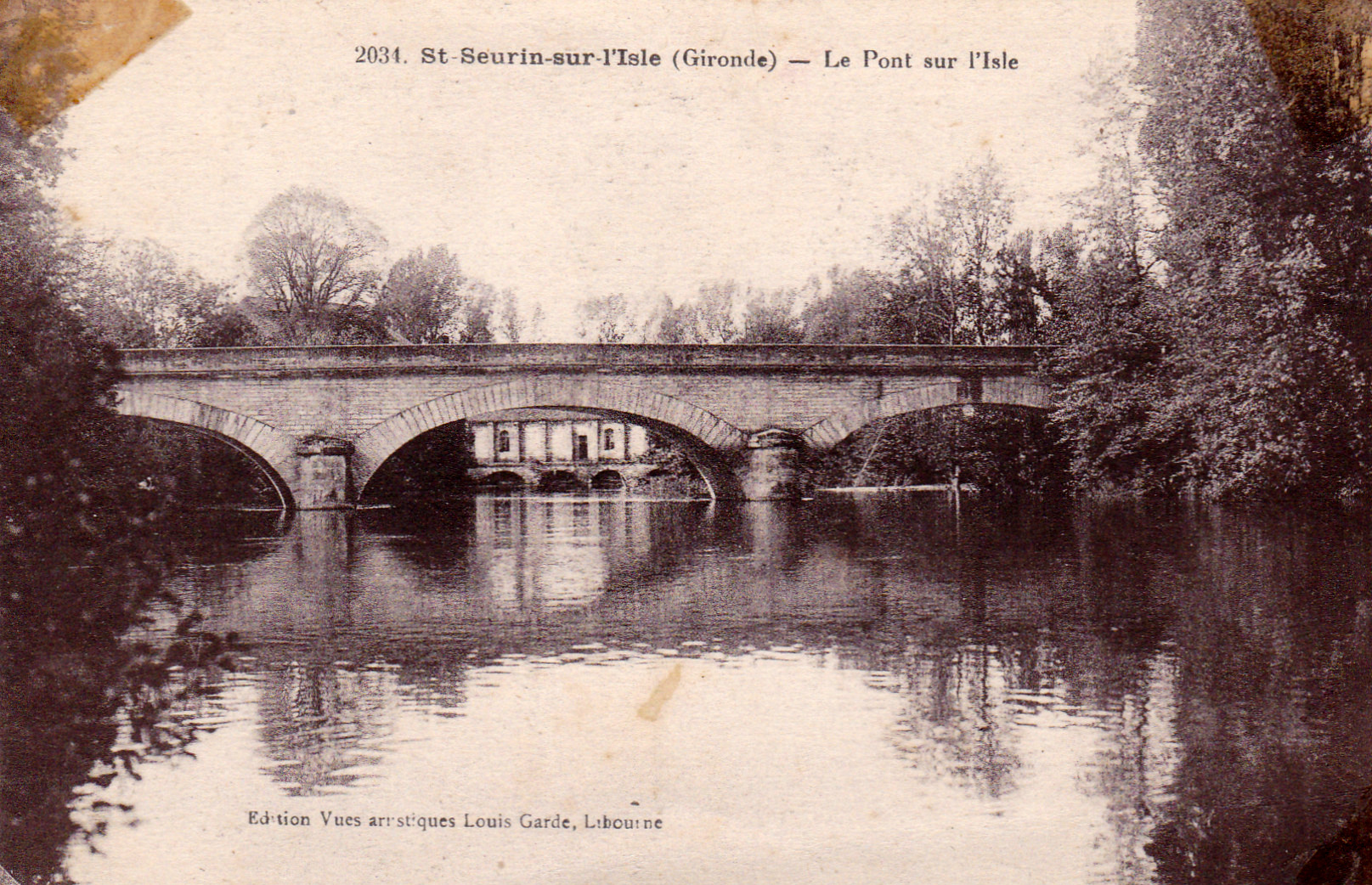
Le pont sur l'Isle au début du XXe siècle
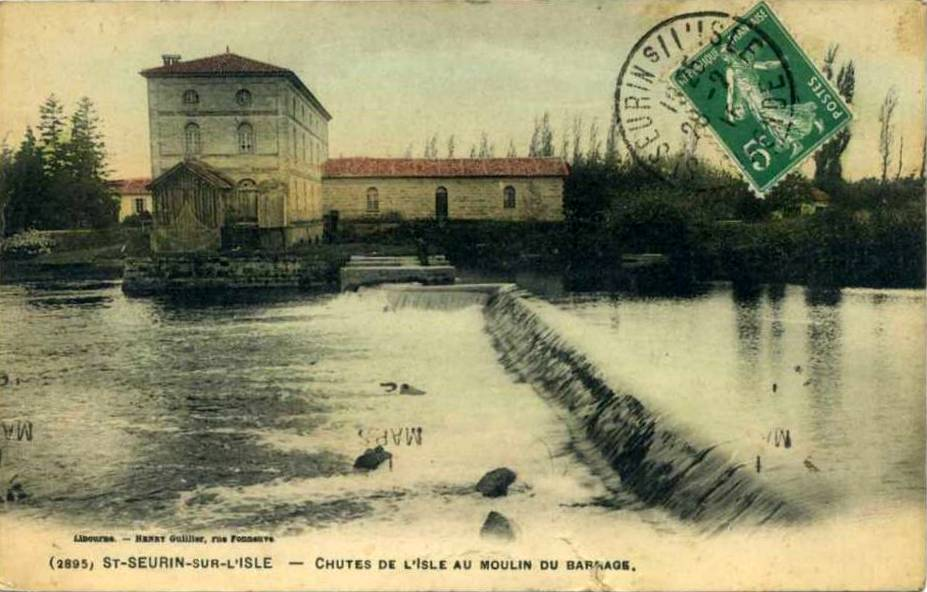
Les chutes de l'Isle et le moulin du bailliage, à la même époque.
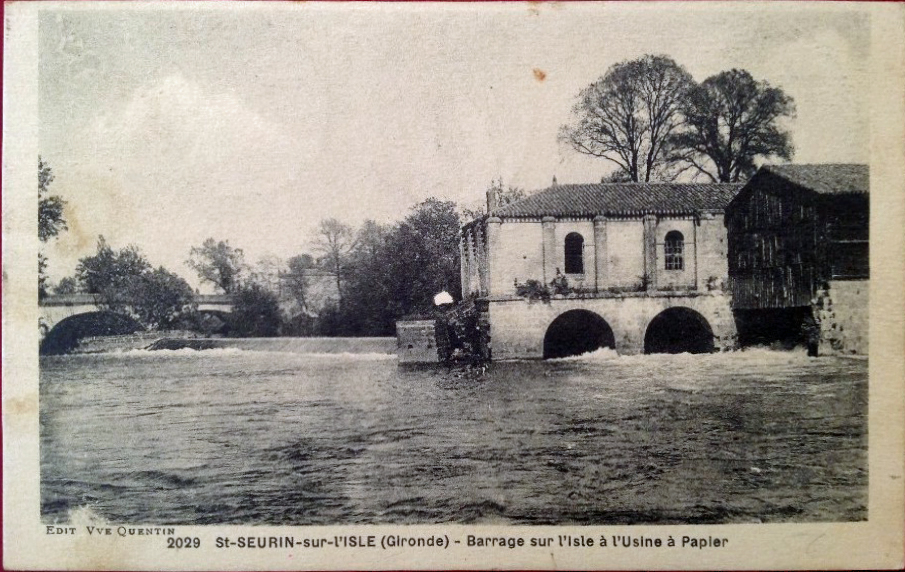
Barrage sur l'Isle à l'Usine à papier.

### Climat
Pour des articles plus généraux, voir Climat de la Nouvelle-Aquitaine et Climat de la Gironde.
Historiquement, la commune est exposée à un climat océanique aquitain.
En 2020, Météo-France publie une typologie des climats de la France métropolitaine dans laquelle la commune est exposée à un climat océanique et est dans la région climatique Aquitaine, Gascogne, caractérisée par une pluviométrie abondante au printemps, modérée en automne, un faible ensoleillement au printemps, un été chaud (19,5 °C), des vents faibles, des brouillards fréquents en automne et en hiver et des orages fréquents en été (15 à 20 jours).
Pour la période 1971-2000, la température annuelle moyenne est de 12,8 °C, avec une amplitude thermique annuelle de 14,9 °C. Le cumul annuel moyen de précipitations est de 824 mm, avec 11,3 jours de précipitations en janvier et 6,3 jours en juillet. Pour la période 1991-2020, la température moyenne annuelle observée sur la station météorologique la plus proche, située sur la commune de Saint-Émilion à 18 km à vol d'oiseau, est de 13,9 °C et le cumul annuel moyen de précipitations est de 798,1 mm,. Pour l'avenir, les paramètres climatiques de la commune estimés pour 2050 selon différents scénarios d’émission de gaz à effet de serre sont consultables sur un site dédié publié par Météo-France en novembre 2022.

## Urbanisme

### Typologie
Au 1er janvier 2024, Saint-Seurin-sur-l'Isle est catégorisée bourg rural, selon la nouvelle grille communale de densité à sept niveaux définie par l'Insee en 2022.
Elle appartient à l'unité urbaine de Saint-Seurin-sur-l'Isle, une agglomération intra-départementale regroupant trois  communes, dont elle est ville-centre,,. La commune est en outre hors attraction des villes,.

### Occupation des sols

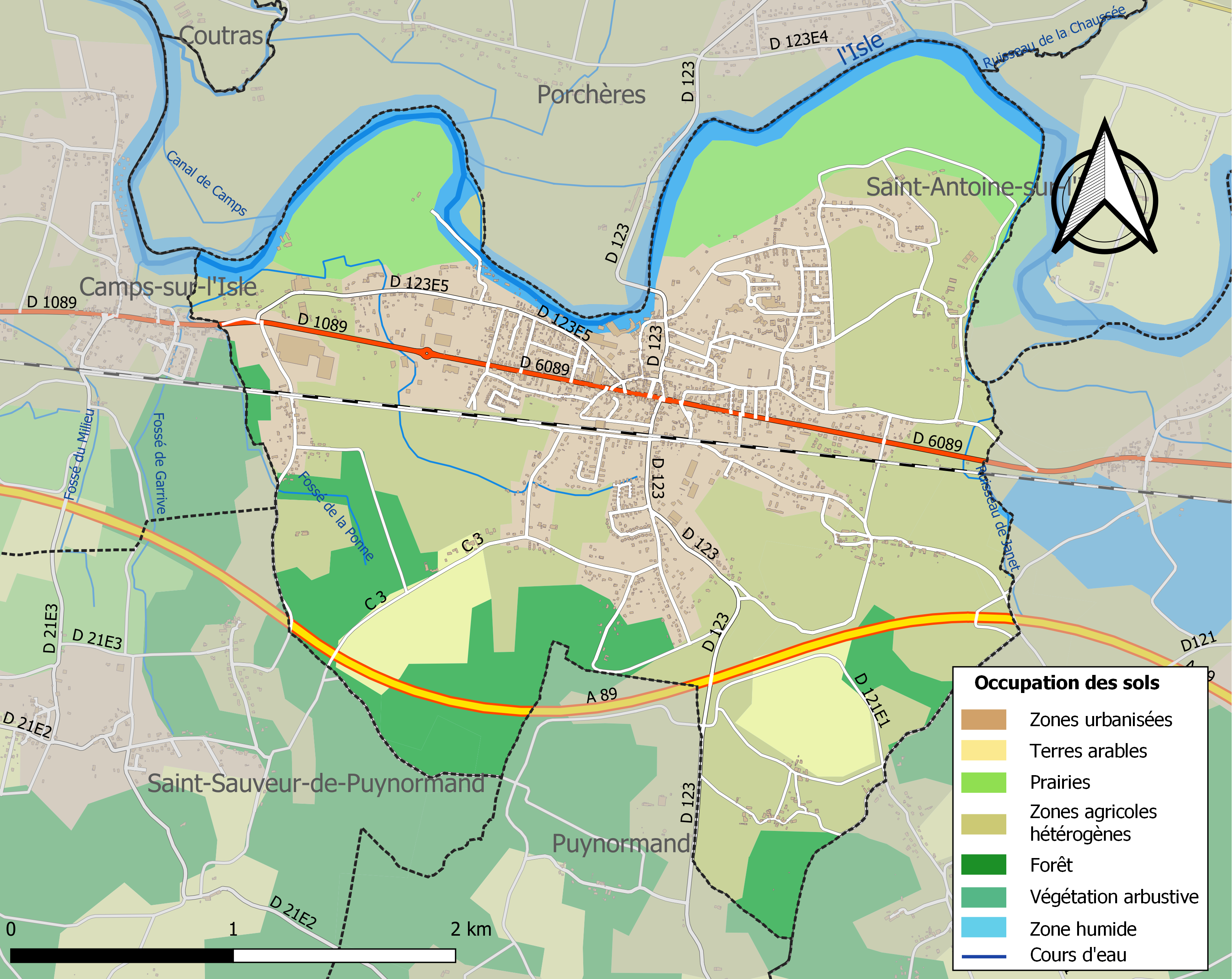
Carte des infrastructures et de l'occupation des sols de la commune en 2018 (CLC).

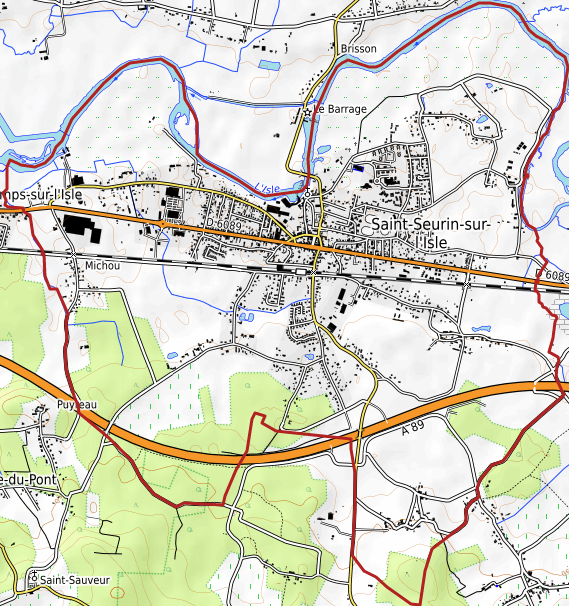
Carte topographique de la commune en 2021.

L'occupation des sols de la commune, telle qu'elle ressort de la base de données européenne d’occupation biophysique des sols Corine Land Cover (CLC), est marquée par l'importance des territoires agricoles (55,2 % en 2018), en diminution par rapport à 1990 (66,2 %). La répartition détaillée en 2018 est la suivante :
zones agricoles hétérogènes (37,3 %), zones urbanisées (27,8 %), forêts (13,1 %), prairies (12,1 %), cultures permanentes (5,8 %), eaux continentales (3,9 %). L'évolution de l’occupation des sols de la commune et de ses infrastructures peut être observée sur les différentes représentations cartographiques du territoire : la carte de Cassini (XVIIIe siècle), la carte d'état-major (1820-1866) et les cartes ou photos aériennes de l'IGN pour la période actuelle (1950 à aujourd'hui).

### Habitat et logement
En 2020, le nombre total de logements dans la commune était de 1 763, alors qu'il était de 1 697 en 2014 et de 1 542 en 2009.
Parmi ces logements, 86,4 % étaient des résidences principales, 1,5 % des résidences secondaires et 12,1 % des logements vacants. Ces logements étaient pour 79,8 % d'entre eux des maisons individuelles et pour 16,7 % des appartements.
Le tableau ci-dessous présente la typologie des logements à Saint-Seurin-sur-l'Isle en 2020 en comparaison avec celle de la Gironde et de la France entière. Une caractéristique marquante du parc de logements est ainsi une proportion de résidences secondaires et logements occasionnels (1,5 %) inférieure à celle du département (8,9 %) et à celle de la France entière (9,7 %). Concernant le statut d'occupation de ces logements, 52,2 % des habitants de la commune sont propriétaires de leur logement (48,8 % en 2015), contre 54,7 % pour la Gironde et 57,5 pour la France entière.
| Typologie                                               | Saint-Seurin-sur-l'Isle | Gironde | France entière |
| ------------------------------------------------------- | ----------------------- | ------- | -------------- |
| Résidences principales (en %)                           | 86,4                    | 84,8    | 82,1           |
| Résidences secondaires et logements occasionnels (en %) | 1,5                     | 8,9     | 9,7            |
| Logements vacants (en %)                                | 12,1                    | 6,3     | 8,2            |

### Voies de communication et transports
La commune est desservie : 

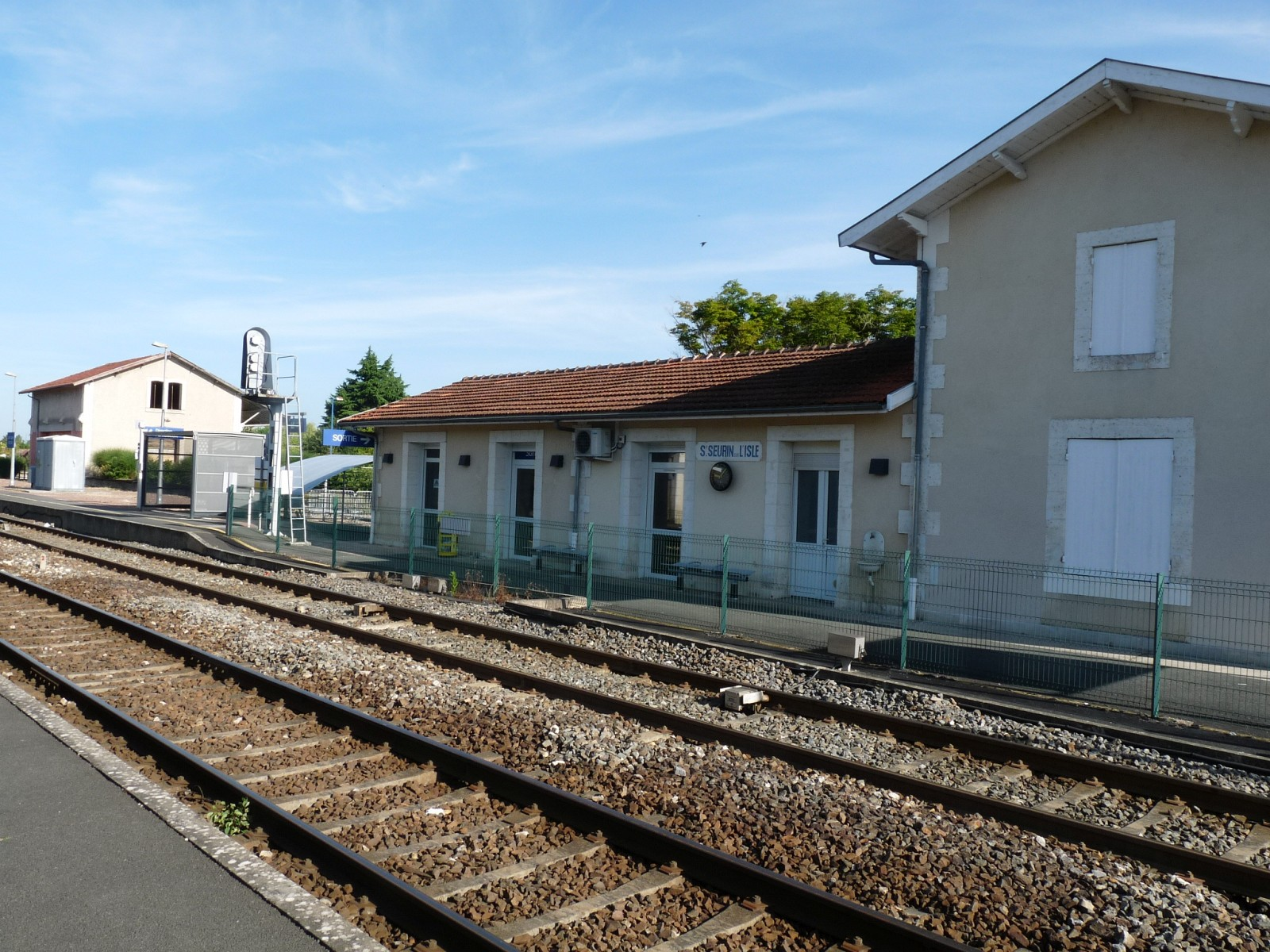
La gare de Saint-Seurin-sur-l'Isle en 2015.

- par l'ancienne route nationale 89 (actuelle RD 1089) la reliant notamment à Périgueux, Libourne et Bordeaux ;
- par la gare de Saint-Seurin-sur-l'Isle située sur la ligne de Coutras à Tulle et desservie par des trains TER Nouvelle-Aquitaine qui effectuent des missions entre les gares de Bordeaux-Saint-Jean et Périgueux.

L'autoroute A89, qui traverse le sud du territoire communal, est accessible depuis la sortie 11 Coutras.

### Risques majeurs
Le territoire de la commune de Saint-Seurin-sur-l'Isle est vulnérable à différents aléas naturels : météorologiques (tempête, orage, neige, grand froid, canicule ou sécheresse), inondations, mouvements de terrains et séisme (sismicité très faible). Un site publié par le BRGM permet d'évaluer simplement et rapidement les risques d'un bien localisé soit par son adresse soit par le numéro de sa parcelle.
Certaines parties du territoire communal sont susceptibles d’être affectées par le risque d’inondation par débordement de cours d'eau, notamment l'Isle. La commune a été reconnue en état de catastrophe naturelle au titre des dommages causés par les inondations et coulées de boue survenues en 1982, 1983, 1986, 1999, 2009 et 2021,.
Les mouvements de terrains susceptibles de se produire sur la commune sont des tassements différentiels.

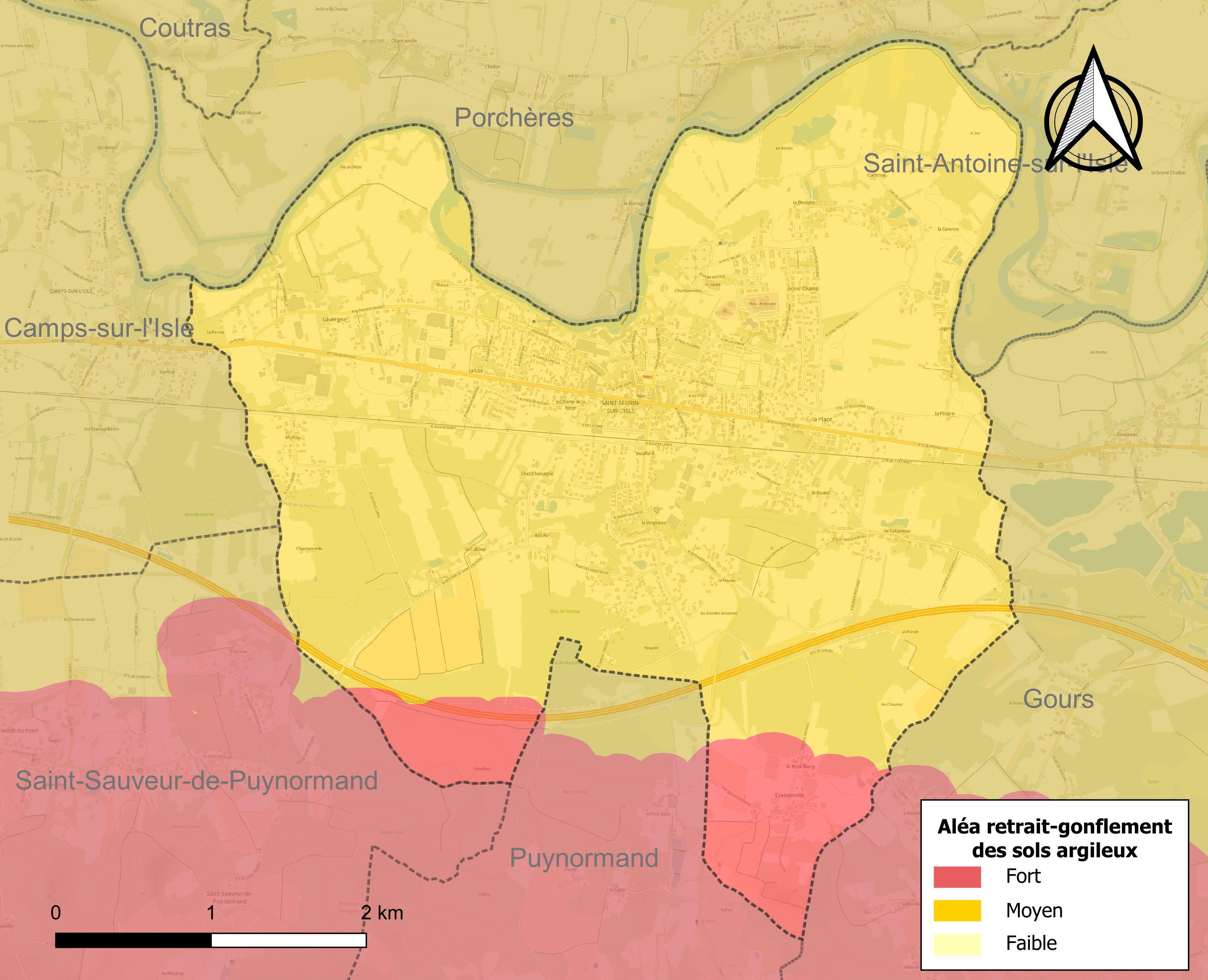
Carte des zones d'aléa retrait-gonflement des sols argileux de Saint-Seurin-sur-l'Isle.

Le retrait-gonflement des sols argileux est susceptible d'engendrer des dommages importants aux bâtiments en cas d’alternance de périodes de sécheresse et de pluie. La totalité de la commune est en aléa moyen ou fort (67,4 % au niveau départemental et 48,5 % au niveau national). Sur les 1 382 bâtiments dénombrés sur la commune en 2019, 1 382 sont en aléa moyen ou fort, soit 100 %, à comparer aux 84 % au niveau départemental et 54 % au niveau national. Une cartographie de l'exposition du territoire national au retrait gonflement des sols argileux est disponible sur le site du BRGM,.
Concernant les mouvements de terrains, la commune a été reconnue en état de catastrophe naturelle au titre des dommages causés par la sécheresse en 1989, 2002, 2003, 2005, 2011 et 2012 et par des mouvements de terrain en 1999.

## Toponymie
Saint-Seurin vient de Saint-Séverin et de Saint-Sévérinus, nom porté par plusieurs saints aux Ve et VIe siècles[réf. nécessaire].

## Histoire

### Préhistoire
On retrouve déjà des traces humaines à la préhistoire sur la commune de Saint-Seurin-sur-l'Isle avec la découverte de matériel lithique.

### Moyen Âge
On retrouve ensuite les traces de Normands à Saint-Seurin-sur-l'Isle dès le IXe siècle, ceux-ci s'étant installés au point culminant de la région, à Puynormand.
De 1152 à 1453, Saint-Seurin-sur-l'Isle se développa fortement sous la domination des Anglais.
Au XIIe siècle, l'église Saint-Seurin est construite sur les ruines d'une ancienne construction romaine. L'église était fortifiée et défendait l'Isle puis abritait les pèlerins se dirigeant à Saint-Jacques-de-Compostelle.

### Temps modernes
Pendant les Guerres de Religion, l'église est ruinée par les Huguenots au XVIIe siècle. Ne reste aujourd'hui de romain plus que l'abside et le mur nord de l'église.

### Révolution française et Empire
La commune de Saint-Seurin-sur-l'Isle est instituée, comme alors de nombreuses autres communes, par le décret du 14 décembre 1789 à partir de l'ancienne paroisse de Saint-Seurin-sur-l'Isle, dépendante de l'église paroissiale Saint-Seurin.

### Époque contemporaine
La ville est très active au XIXe siècle, comme nous le montre la présence de quatre moulins, dont un à Porchères. La ville a même une influence sur les villages voisins, du fait de son nombre d'habitants et d'emplois. De plus, il y a la construction de route Libourne-Montpon.
Dans la seconde moitié du XIXe siècle, l'ingénieur anglais William Jackson découvre le procédé Bessemer, qui permet de fabriquer du métal de bonne qualité et à bas prix.
En 1892 apparaît une usine de capsulerie et en 1907 apparaît une manufacture de carton ondulé.

Saint-Seurin-sur-l'Isle au tout début du XXe siècle
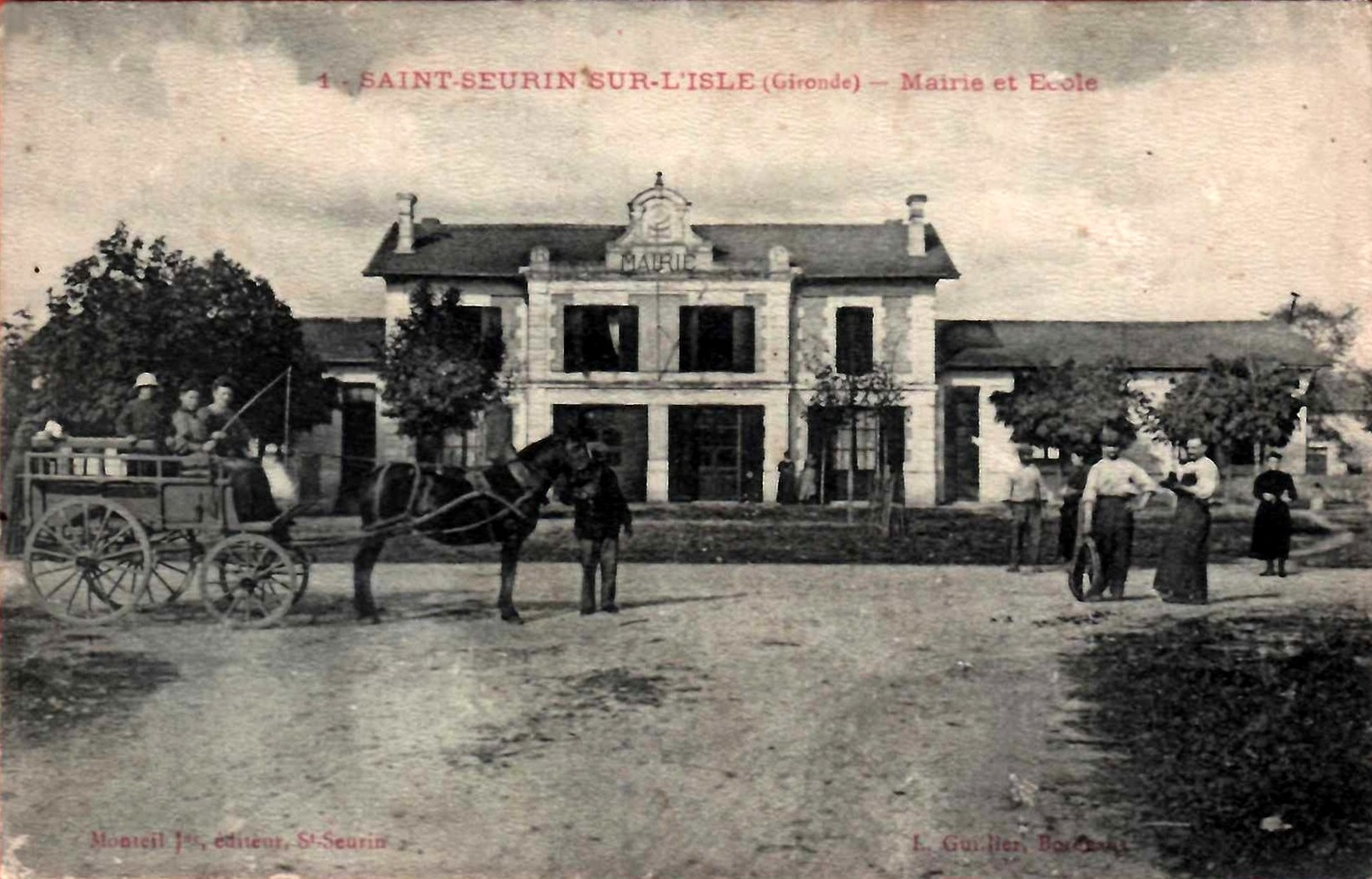
La mairie.
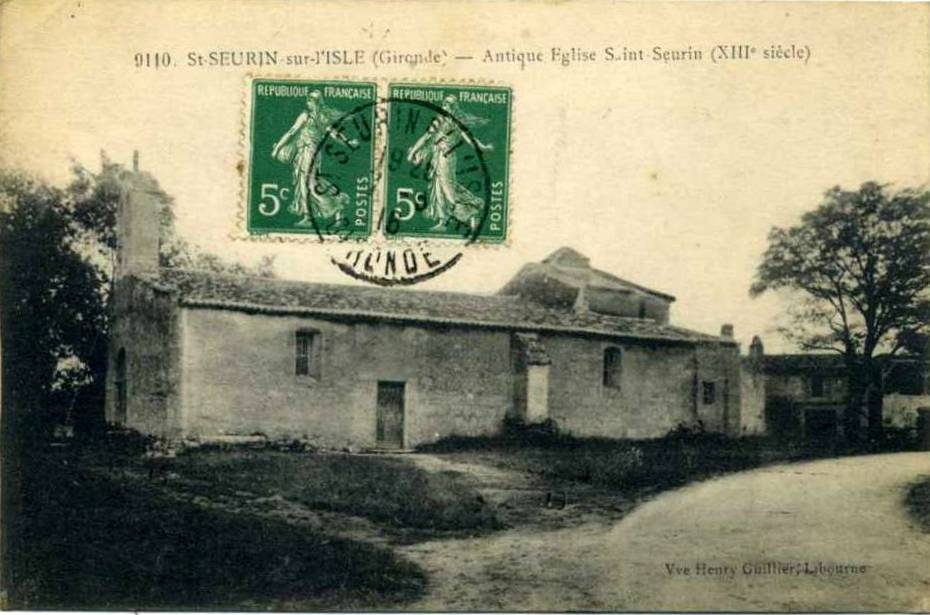
L'église.
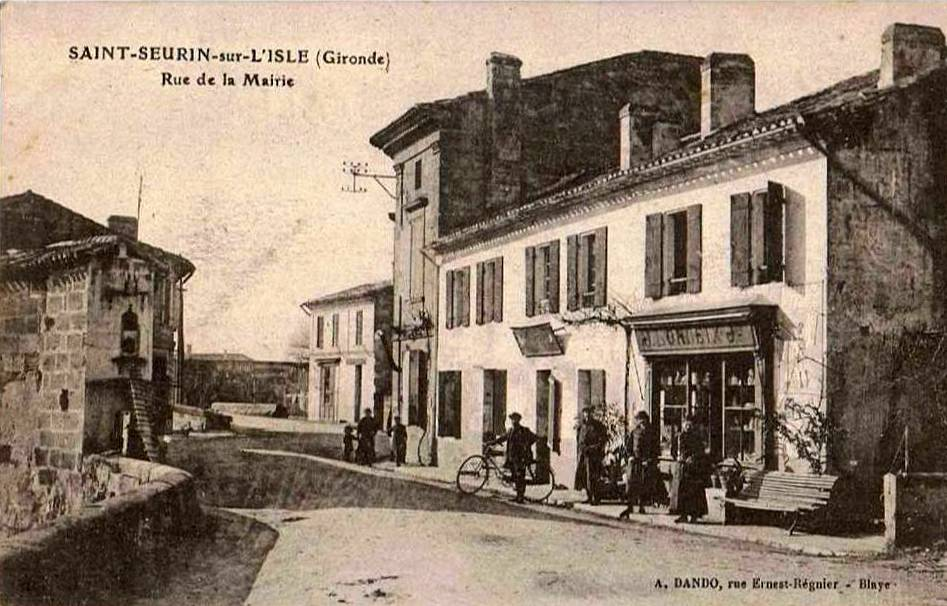
Rue de la mairie.
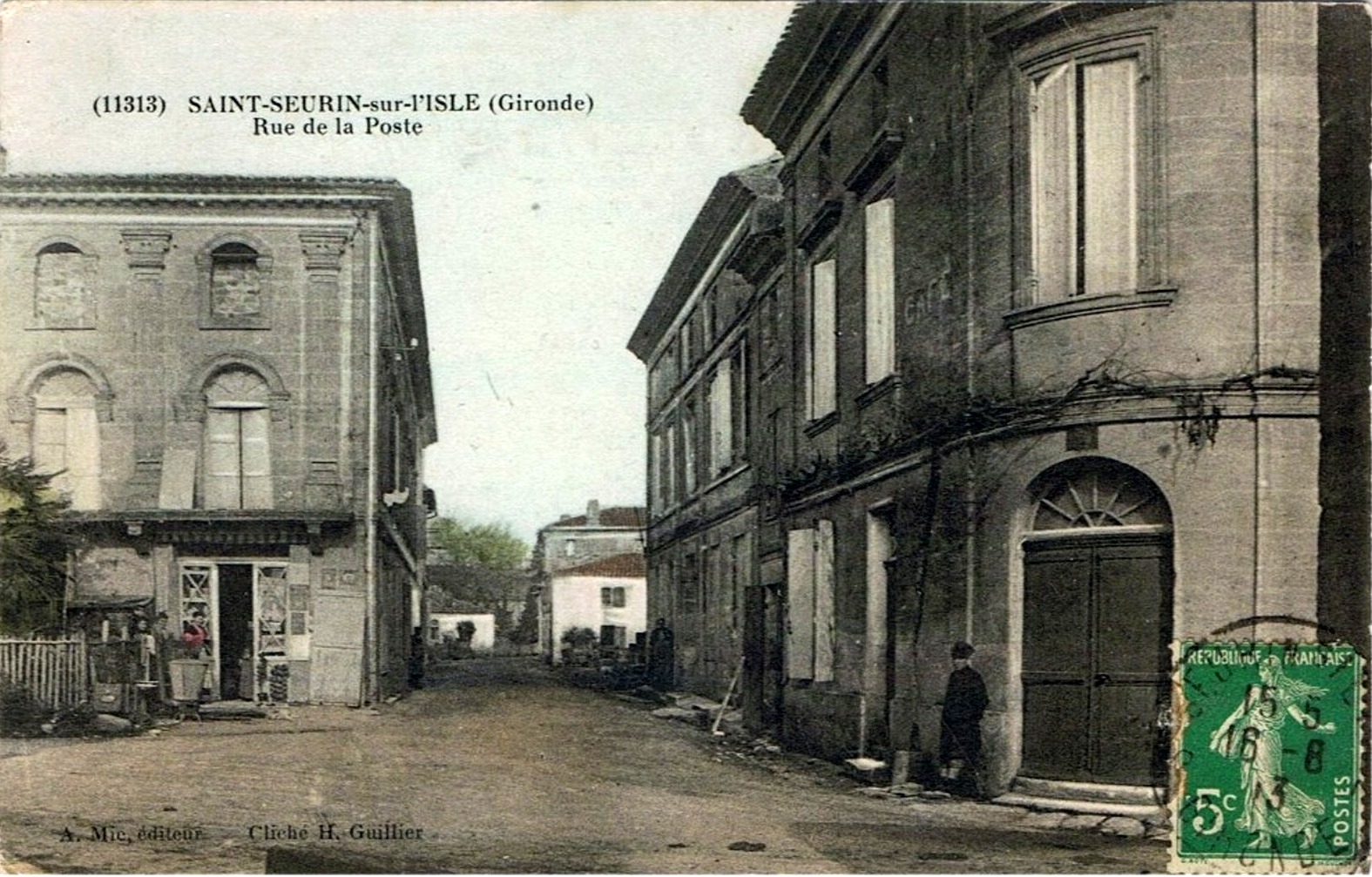
Rue de la Poste.
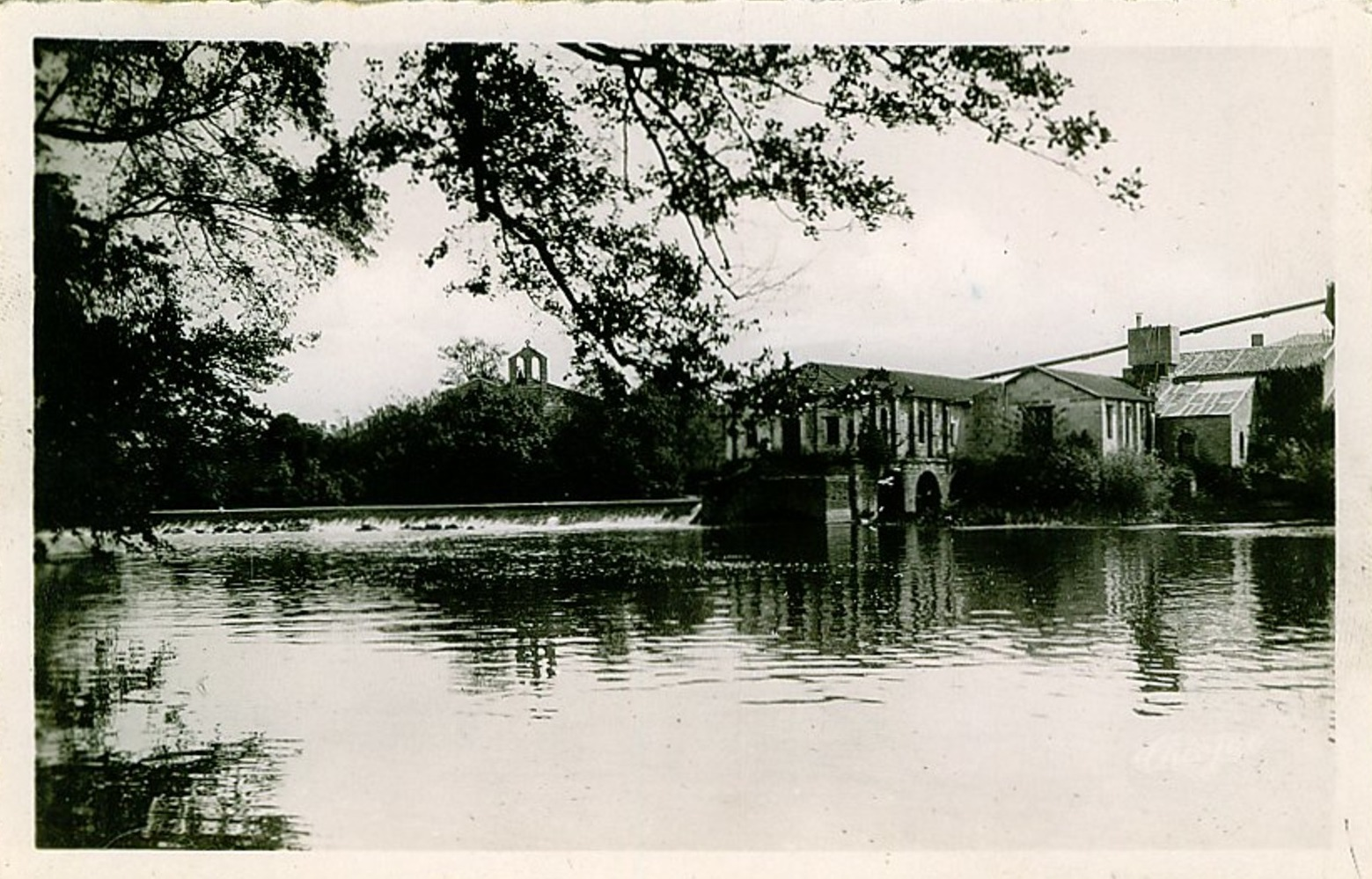
Les bords de l'Isle et usine.
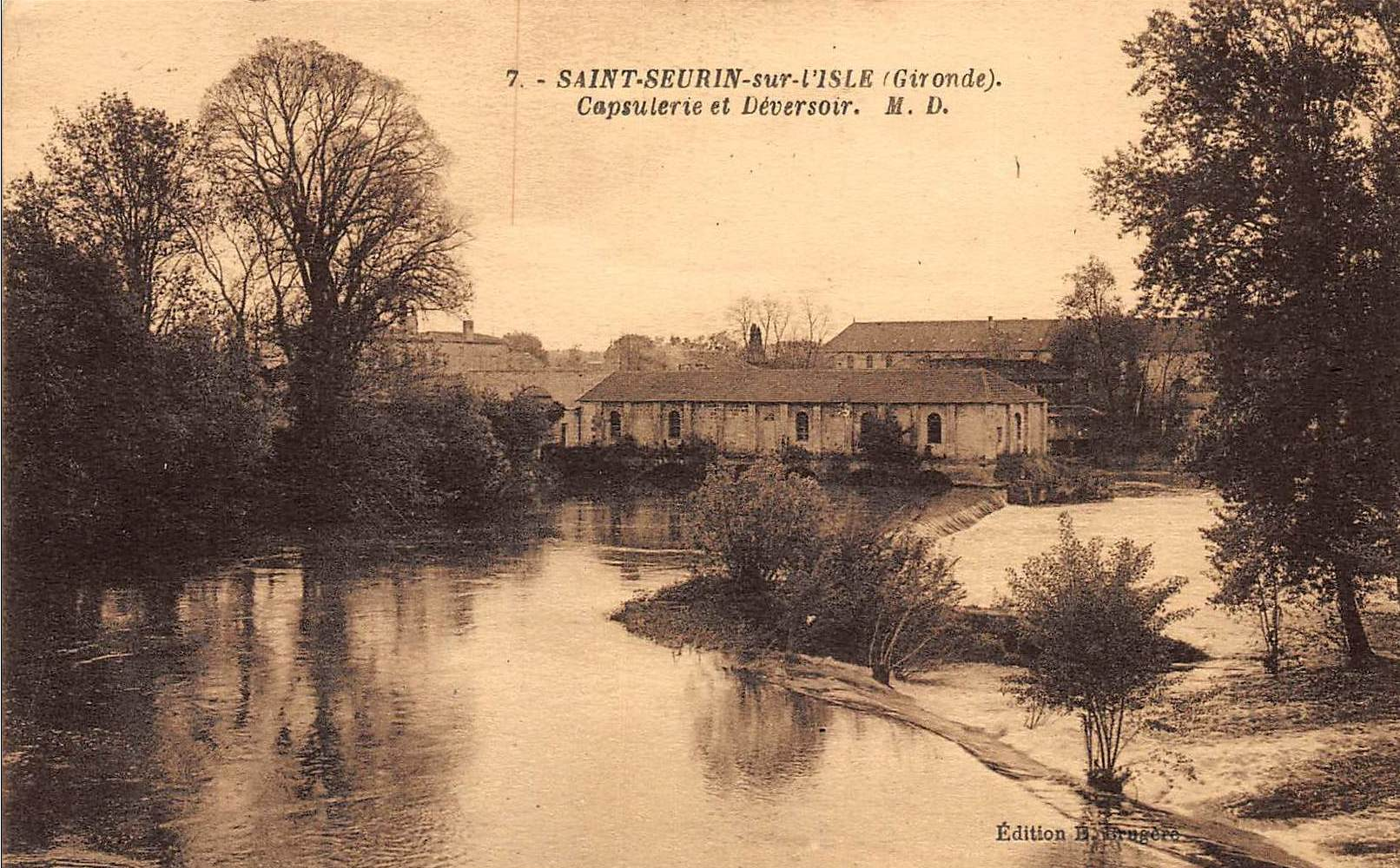
Capsulerie et déversoir.
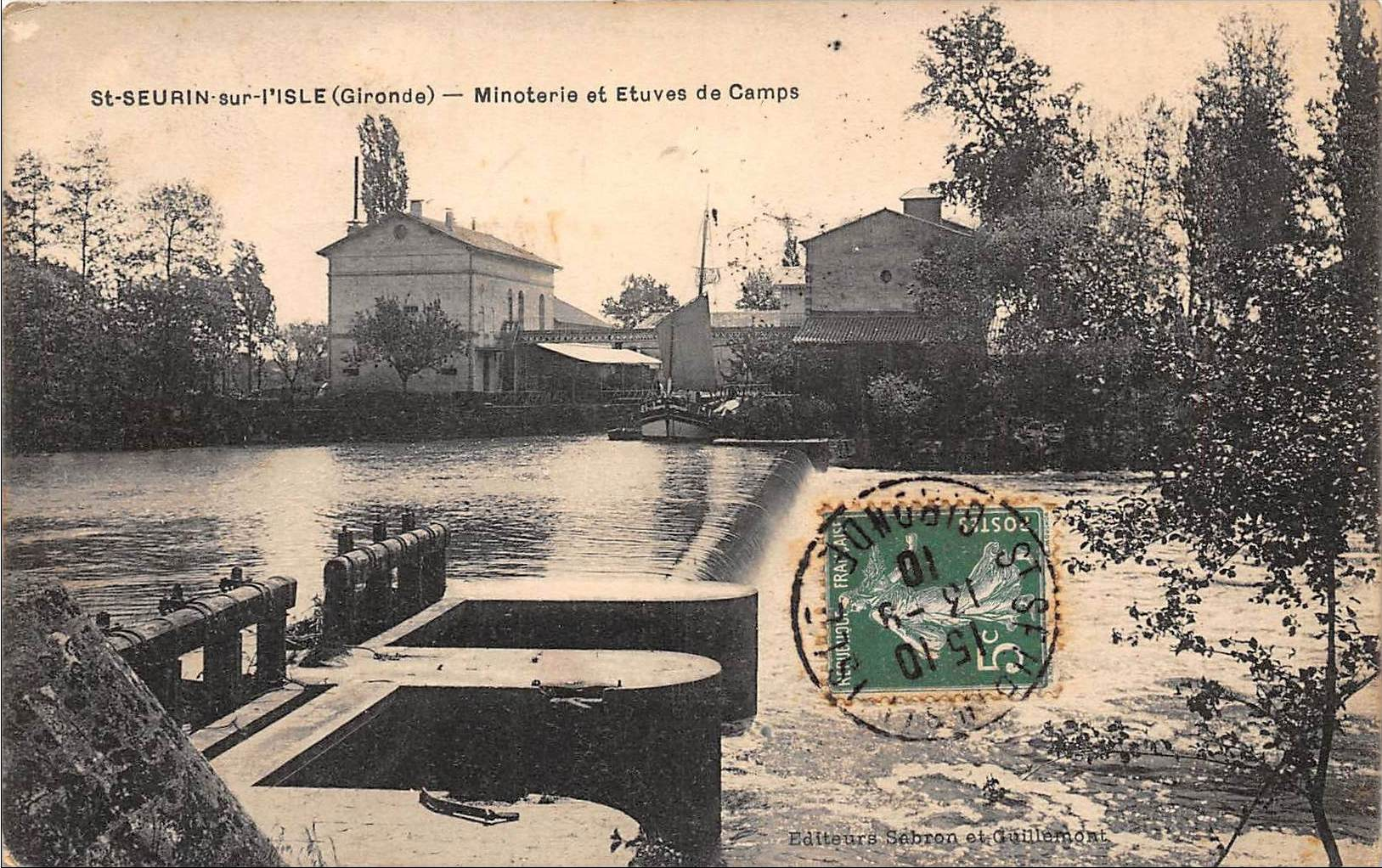
Minoterie et Étuves de Camps
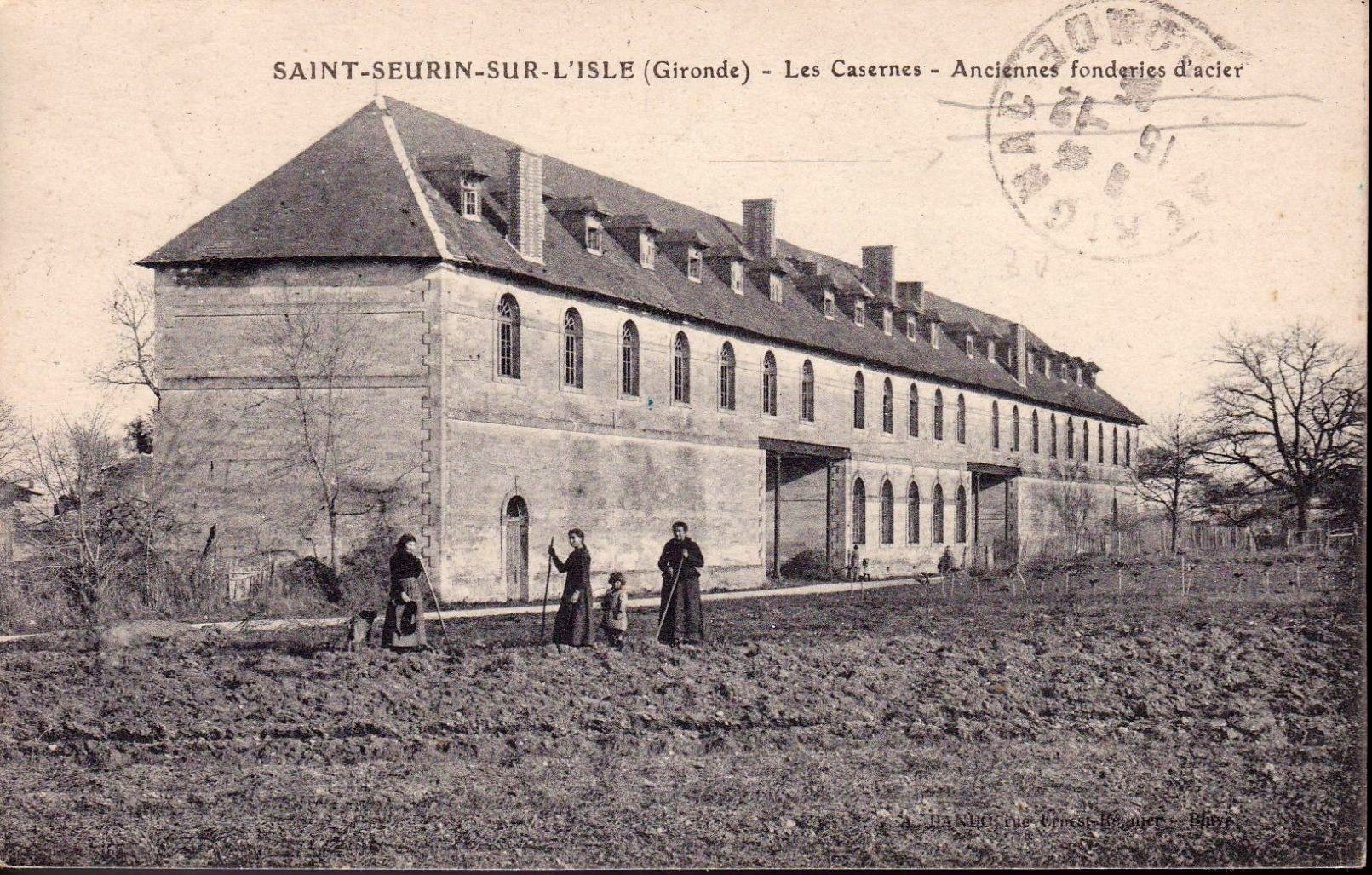
Les casernes, anciennes fonderies d'acier.
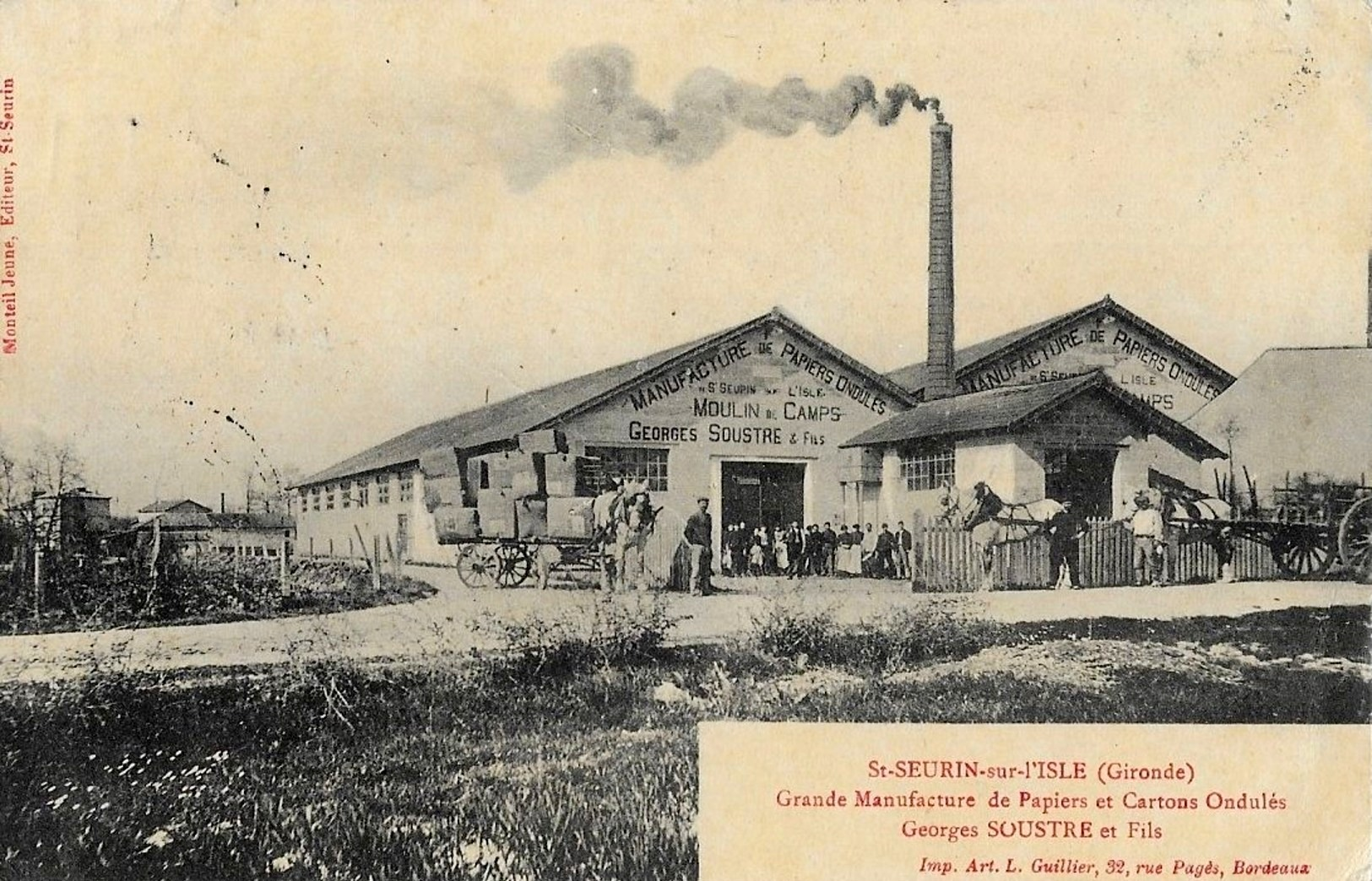
Manufacture de papiers et cartons ondulés Soustre et Fils
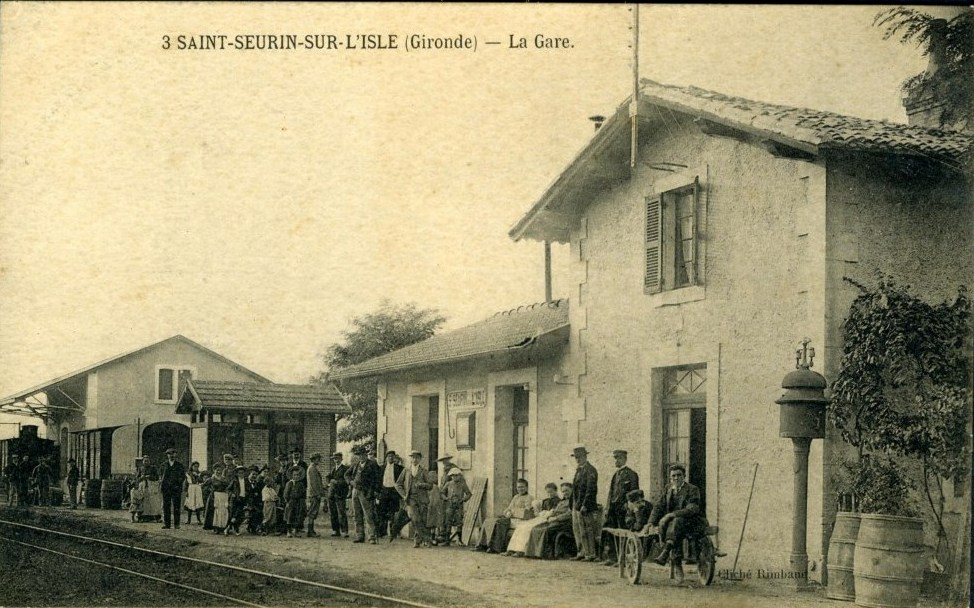
La gare.

## Politique et administration

### Rattachements administratifs et électoraux

#### Rattachements administratifs
La commune se trouve  dans l'arrondissement de Libourne du département de la Gironde.
Elle faisait partie du canton de Coutras. Dans le cadre du redécoupage cantonal de 2014 en France, cette circonscription administrative territoriale a disparu, et le canton n'est plus qu'une circonscription électorale.

#### Rattachements électoraux
Pour les élections départementales, la commune fait partie depuis 2014 du canton du Nord-Libournais
Pour l'élection des députés, elle fait partie de la onzième circonscription de la Gironde.

### Intercommunalité
Saint-Seurin-sur-l'Isle était membre depuis 2013 de la communauté d'agglomération du Libournais initiale, un établissement public de coopération intercommunale (EPCI) à fiscalité propre créé en 2012 et auquel la commune avait transféré un certain nombre de ses compétences, dans les conditions déterminées par le code général des collectivités territoriales.
Dans le cadre des dispositions de la loi portant nouvelle organisation territoriale de la République du 7 août 2015, qui prévoit que les établissements publics de coopération intercommunale (EPCI) à fiscalité propre doivent avoir un minimum de 15 000 habitants, cette intercommunalité a fusionné avec sa voisine pour former, le 1er janvier 2017, l'actuelle communauté d'agglomération du Libournais, dont est désormais membre la commune.

### Tendances politiques et résultats
Lors des élections municipales de 2014 en Gironde, la liste DVG menée par le maire sortant Marcel Berthomé est la seule candidate et est donc élue en totalité par la totalité des 1 117 suffrages exprimés. Deux de ses membres siègent également au conseil communautaire. 
Lors de ce scrutin, 37,70 % des électeurs se sont abstenus et 18,94 % des votants ont choisi un bulletin blanc ou nul.
Lors du second tour des élections municipales de 2020 en Gironde, la liste menée par Éveline Lavaure-Cardona  obtient la majorité des suffrages exprimés, avec 466 voix (17 conseillers municipaux élus dont 2 communautaires), devançant de 33 voix celle du maire sortant Marcel Berthomé (536 voix, 44,11 %, 5 conseillers municipaux élus).
La troisième liste menée par Jean-Marc Sallaberry a recueilli 110 voix (9,05 %, 1 conseiller municipal élu) lors d'un scrutin marqué par la pandémie de Covid-19 en France où 47,83 % des électeurs se sont abstenus,.

### Liste des maires
| Période                                  | Période                         | Identité                | Étiquette | Qualité                                                                            |
| ---------------------------------------- | ------------------------------- | ----------------------- | --------- | ---------------------------------------------------------------------------------- |
| Les données manquantes sont à compléter. |                                 |                         |           |                                                                                    |
|                                          |                                 |                         |           |                                                                                    |
|                                          | mars 1971                       | Raymond Bonnot          |           |                                                                                    |
| mars 1971                                | juillet 2020                    | Marcel Berthomé         | DVG       | Ancien commandant dans l'armée de l'air Maire français le plus âgé de 2014 à 2020, |
| juillet 2020                             | En cours (au 13 septembre 2023) | Éveline Lavaure-Cardona | SE-DVG    | Ancienne employée de mairie, retraitée du Trésor Public                            |

## Équipements et services publics

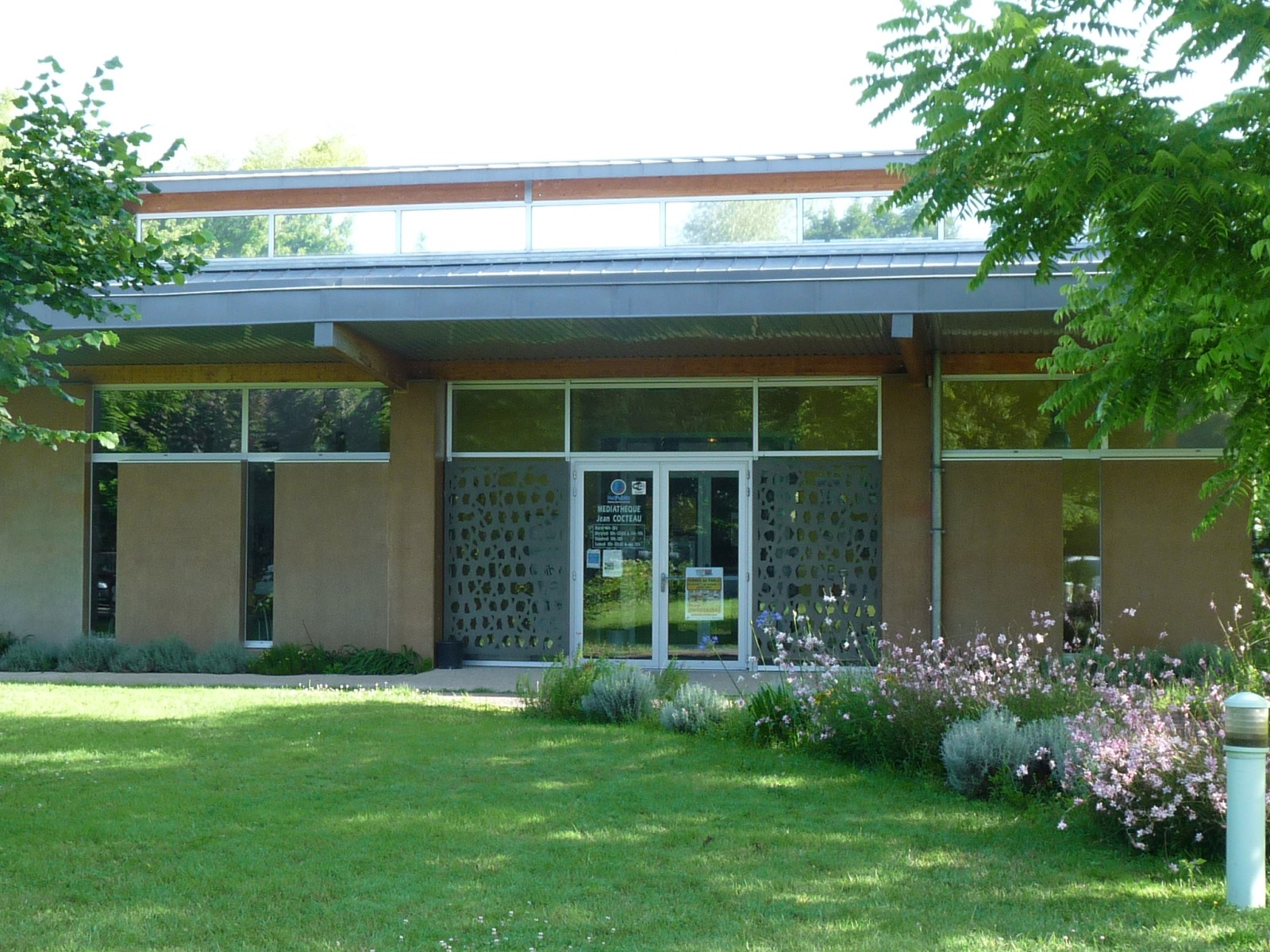
La médiathèque

La médiathèque Jean-Cocteau est située entre la mairie et l'église.
Un marché important a lieu dans les rues de la ville chaque dimanche matin.

## Population et société

### Démographie
L'évolution du nombre d'habitants est connue à travers les recensements de la population effectués dans la commune depuis 1793. Pour les communes de moins de 10 000 habitants, une enquête de recensement portant sur toute la population est réalisée tous les cinq ans, les populations de référence des années intermédiaires étant quant à elles estimées par interpolation ou extrapolation. Pour la commune, le premier recensement exhaustif entrant dans le cadre du nouveau dispositif a été réalisé en 2005.

En 2022, la commune comptait 3 161 habitants, en évolution de +0,03 % par rapport à 2016 (Gironde : +6,91 %, France hors Mayotte : +2,11 %).
| 1793 | 1800 | 1806 | 1821 | 1831 | 1836 | 1841 | 1846 | 1851 |
| ---- | ---- | ---- | ---- | ---- | ---- | ---- | ---- | ---- |
| 468  | 379  | 476  | 507  | 524  | 518  | 584  | 591  | 616  |

| 1856 | 1861  | 1866  | 1872 | 1876 | 1881 | 1886 | 1891 | 1896 |
| ---- | ----- | ----- | ---- | ---- | ---- | ---- | ---- | ---- |
| 880  | 1 047 | 1 317 | 721  | 759  | 726  | 753  | 711  | 767  |

| 1901 | 1906 | 1911 | 1921 | 1926 | 1931  | 1936  | 1946  | 1954  |
| ---- | ---- | ---- | ---- | ---- | ----- | ----- | ----- | ----- |
| 843  | 877  | 889  | 875  | 942  | 1 024 | 1 126 | 1 215 | 1 414 |

| 1962  | 1968  | 1975  | 1982  | 1990  | 1999  | 2005  | 2006  | 2010  |
| ----- | ----- | ----- | ----- | ----- | ----- | ----- | ----- | ----- |
| 1 559 | 1 738 | 2 046 | 2 424 | 2 491 | 2 376 | 2 472 | 2 517 | 3 053 |

| 2015  | 2020  | 2022  | - | - | - | - | - | - |
| ----- | ----- | ----- | - | - | - | - | - | - |
| 3 163 | 3 134 | 3 161 | - | - | - | - | - | - |

### Sports et loisirs
Le club de football de la ville, l'AS Saint-Seurin connut durant trois saisons la division 2 de 1989 à 1992 puis disparut en s'associant à l'AS Libourne pour former le Football Club Libourne-Saint-Seurin de 1998 à 2009. Ce club connut lui aussi deux saisons de Ligue 2 de 2006 à 2008.
En 2007, un nouveau club est créé sur la commune : le Saint-Seurin Junior Club (SSJC).

## Économie
Saint-Seurin-sur-l'Isle, en tant que ville-centre d'une unité urbaine, possède une économie fluorescente. La commune possède plusieurs petits commerces, une zone d'activité : la zone d'activité du Barry, et les entreprises Amcor Flexible Capsules France et Smurfit Kappa Sud-Ouest[réf. nécessaire].

## Culture locale et patrimoine

### Lieux et monuments
- L'église paroissiale Saint-Seurin, située au bord de l'Isle.
- Le monument aux morts, situé sur l'esplanade Charles de Gaulle, surmonté de la statue du Poilu au repos, réalisée par Étienne Camus.

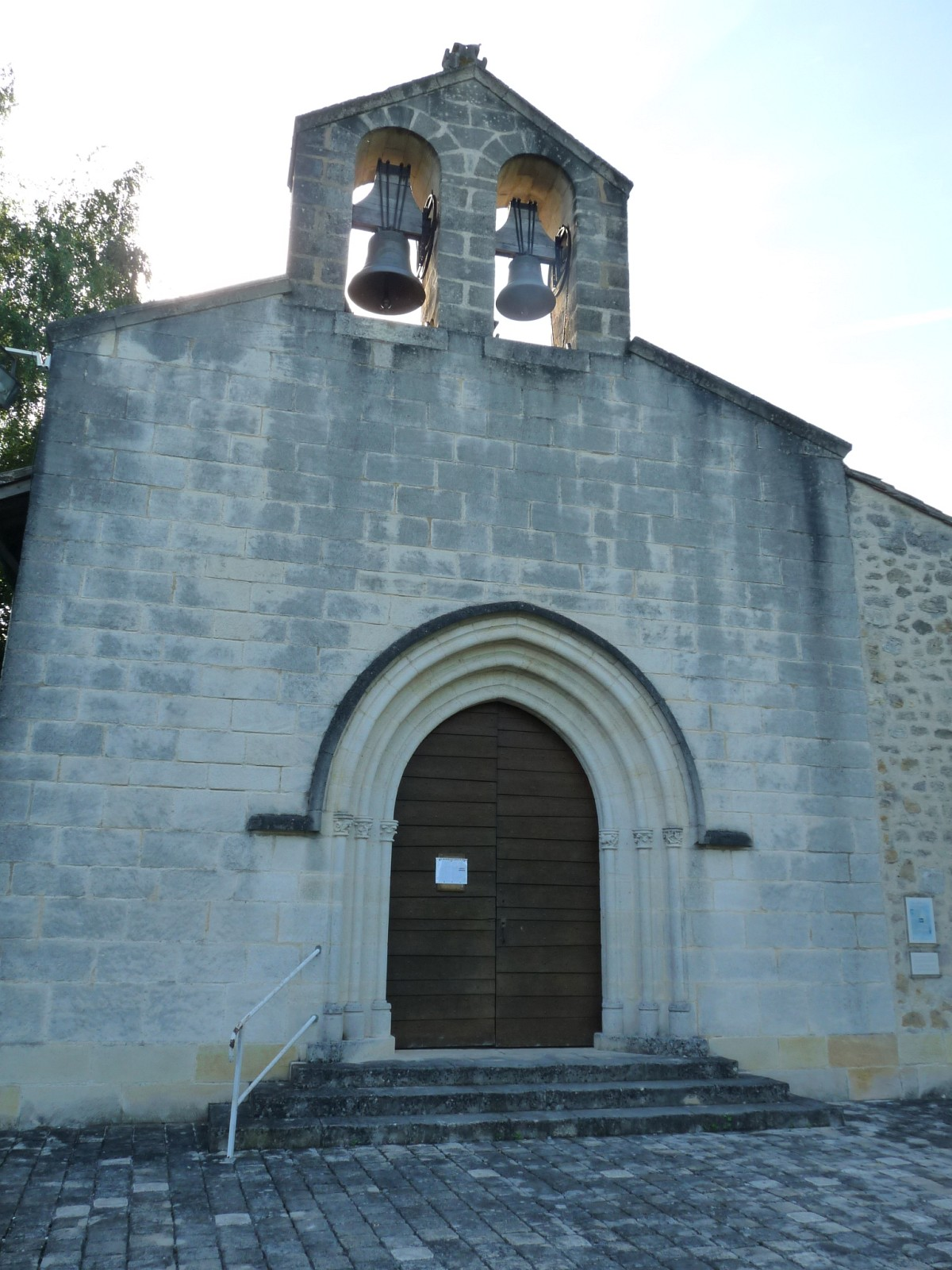
L'église Saint-Seurin
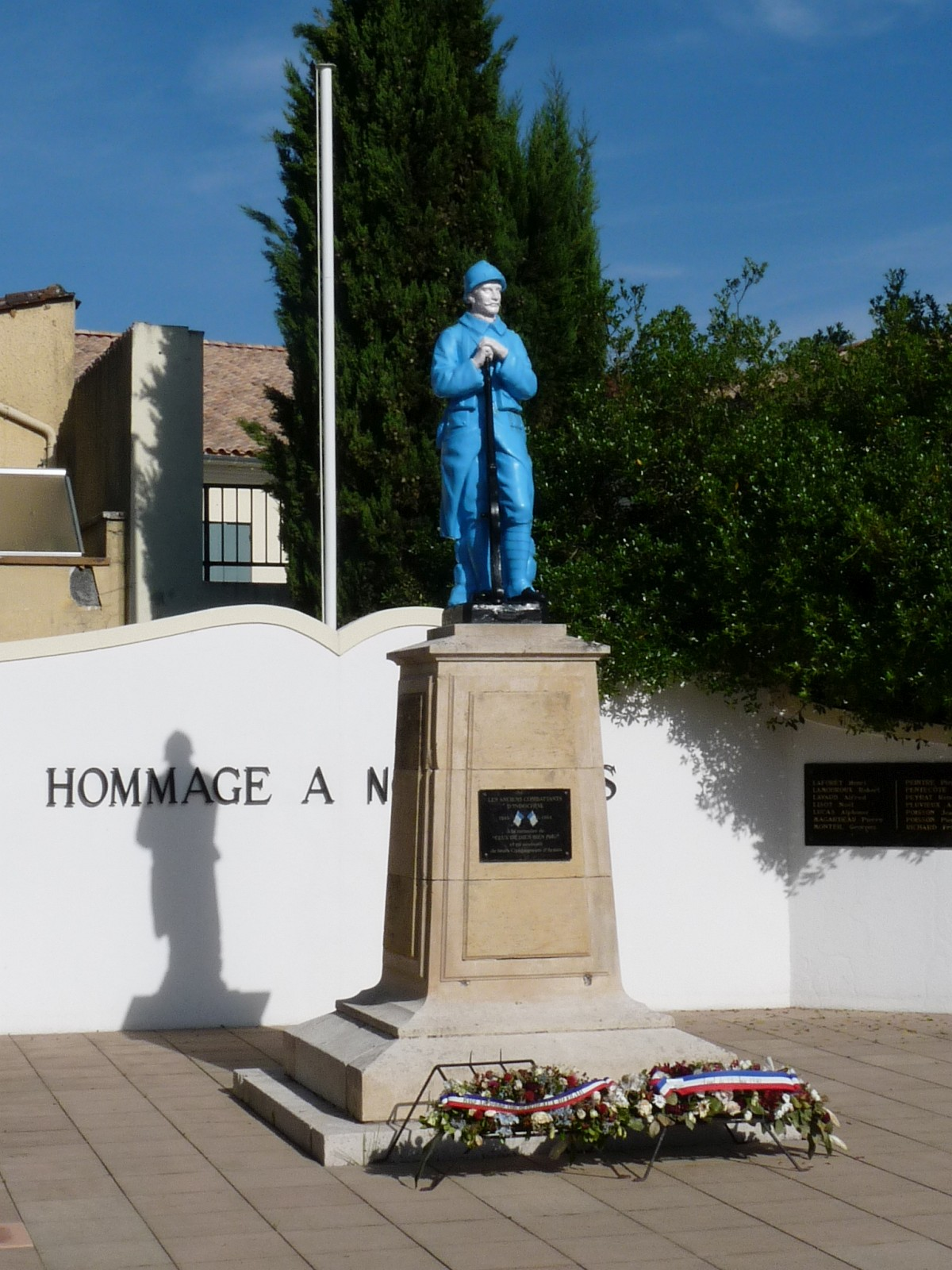
Le monument aux morts 1914-1918

### Personnalités liées à la commune
- Pierre Durand, né en 1955 à Saint-Seurin-sur-l'Isle, champion olympique de saut d'obstacles aux Jeux olympiques d'été de 1988 à Séoul avec le cheval Jappeloup de Luze, entraîné à l'écurie de Saint-Seurin-sur-l'Isle, où il termine sa vie.

## Pour approfondir